# Okcheon-dong
Okcheon-dong (koreanska: 옥천동)  är en stadsdel i centrala delen av Gangneung i provinsen Gangwon i den nordöstra delen av Sydkorea, 170 km öster om huvudstaden Seoul.